# Jacques Secrétin
Jacques Secrétin, född 18 mars 1949 i Carvin i Pas-de-Calais, död 25 november 2020, var en fransk bordtennisspelare. Han var världsmästare i mixed dubbel 1977 tillsammans med Claude Bergeret och europeisk mästare i singel 1976.
Secrétin var vänsterhänt och vann franska mästerskapen i singel sjutton gånger. Han slutade tävla i bordtennis 1987 och började med Vincent Purkart och senare Andrzej Grubba att ge bordtennisshower.
Secrétin vann en guldmedalj i varje spelform i EM-sammanhang; 1976 vann han singeln, 1980 dubbeln och 1984 mixed-dubbeln och var med i laget som vann lagtävlingen. Han var med i varje Europa Top 12 från starten 1971 till 1986 och bästa placeringen där var tre tredjeplatser (1977, 1979 och 1980).
Secrétin spelade sitt första VM 1965 och 1987, 23 år senare sitt sista. Under sin karriär tog han 5 medaljer i bordtennis-VM 1 guld och 4 brons.

## Meriter
- VM i bordtennis
  - 1973 i Sarajevo
    - kvartsfinal singel
    - 3:e plats dubbel (med Jean-Denis Constant)
    - 12:e plats med det franska laget

  - 1975 i Calcutta
    - 3:e plats dubbel (med Jean-Denis Constant)
    - 9:e plats med det franska laget

  - 1977 i Birmingham
    - kvartsfinal dubbel
    - 1:a plats mixed dubbel (med Claude Bergeret)
    - 9:e plats med det franska laget

  - 1979 i Pyongyang
    - kvartsfinal dubbel
    - 3:e plats mixed dubbel (med Claude Bergeret)
    - 5:e plats med det franska laget

  - 1981 i Novi Sad
    - 3:e plats dubbel (med Patrick Birocheau)
    - kvartsfinal mixed dubbel
    - 5:e plats med det franska laget

- Bordtennis EM
  - 1972 i Rotterdam
    - kvartsfinal singel
    - kvartsfinal dubbel

  - 1974 i Novi Sad
    - kvartsfinal singel
    - kvartsfinal dubbel
    - 3:e plats mixed dubbel (med Claude Bergeret)

  - 1976 i Prag
    - 1:a plats singel
    - kvartsfinal dubbel
    - 3:e plats mixed dubbel (med Claude Bergeret)

  - 1978 i Duisburg
    - kvartsfinal mixed dubbel

  - 1980 i Bern
    - 3:e plats singel
    - 1:a plats dubbel (med Patrick Birocheau)
    - kvartsfinal mixed dubbel

  - 1982 i Budapest
    - kvartsfinal singel
    - 3:e plats dubbel (med Patrick Birocheau)
    - kvartsfinal mixed dubbel

  - 1984 i Moskva
    - 3:e plats dubbel (med Patrick Birocheau)
    - 1:a plats mixed dubbel (med Valentina Popova)
    - 1:a plats med det franska laget

  - 1986 i Prag
    - kvartsfinal dubbel
    - 2:a plats med det franska laget

- Europa Top 12
  - 1971 i Zadar: 5:e plats
  - 1972 i Zagreb: 10:e plats
  - 1973 i Böblingen: 6:e plats
  - 1974 i Trollhättan: 8:e plats
  - 1975 i Wien: 7:e plats
  - 1976 i Lybeck: 9:e plats
  - 1977 i Sarajevo: 3:e plats
  - 1978 i Prag: 6:e plats
  - 1979 i Kristianstad: 3:e plats
  - 1980 i München: 3:e plats
  - 1981 i Miskolc: 5:e plats
  - 1982 i Nantes: 5:e plats
  - 1983 i Cleveland: 5:e plats
  - 1984 i Bratislava: 8:e plats
  - 1985 i Barcelona: 4:e plats
  - 1986 i Södertälje: 12:e plats

### Allmänna källor
- Jacques Secrétin i ITTFs - Databank
- Svenska Bordtennisförbundets webbplats